# 세르비아의 유로비전 송 콘테스트 참가
세르비아는 2007년 유로비전 송 콘테스트에 처음 참가하여 현재까지 참가하고 있다.

## 참가자
| 2007 | 마리야 셰리포비치               | 세르비아어 | "Молитва"           |
| 2008 | 옐레나 셰리포비치 & 보라 두기치 | 세르비아어 | "Оро"               |
| 2009 | 마르코 콘 & 밀란 니콜리치       | 세르비아어 | "Ципела"            |
| 2010 | 마르코 스탄코비치               | 세르비아어 | "Ово је Балкан"     |
| 2011 | 니나 라도이치치                 | 세르비아어 | "Чаробан"           |
| 2012 | 젤코 욕시모비치                 | 세르비아어 | "Чаробан"           |
| 2013 | 모예 3                          | 세르비아어 | "Љубав је свуда"    |
| 2015 | 보야나 스타메노브               | 영어       | "Beauty Never Lies" |
| 2016 | 사냐 부치치                     | 영어       | "Goodbye"           |
| 2017 | 티야나 보기체비치               | 영어       | "In Too Deep"       |
| 2018 | 사냐 일리치 & 발카니카          | 세르비아어 | "Нова деца"         |
| 2019 | 네베나 보조비치                 | 세르비아어 | "Lie to Me"         |